# 小田友重
小田 友重（おだ ともしげ、天正14年（1586年） - 寛永15年（1638年））は、戦国時代から江戸時代の常陸国の武将。小田氏の一族で、小田氏治の庶長子小田友治（八田左近）の次男。豊臣秀頼家臣であった義治の弟。通称は太郎左衛門。喜太郎。
後北条氏家臣の宇都宮為明の養子であったらしい。小田原落城後は不明。
関ヶ原の戦いに際しては徳永寿昌の陣を借り、その後は親戚の縁を頼りに松平定勝の客分となり、どうにか小田氏の家を復興させようと努力する。元和3年（1617年）に自身が名族・小田氏の嫡流であることを主張する「書状草案」を幕府に提出し、身を立てようとしたが叶わず、寛永15年（1638年）美濃にて死去した。享年53。
| スタブアイコン | サブスタブ | この項目は、まだ閲覧者の調べものの参照としては役立たない、人物に関連した書きかけの項目です。この項目を加筆・訂正などしてくださる協力者を求めています（P:人物伝/PJ:人物伝）。 |